# Puntius kamalika
Puntius kamalika är en fiskart som beskrevs av Silva, Maduwage och Rohan Pethiyagoda 2008. Puntius kamalika ingår i släktet Puntius och familjen karpfiskar. Inga underarter finns listade i Catalogue of Life.